# Xavier Videau
Pour les articles homonymes, voir Videau (homonymie).
Xavier Videau est un patineur français de la catégorie des couples. Il a été six fois champion de France de 1977 à 1982 avec trois partenaires différentes: Sabine Fuchs, Hélène Glabèke et Nathalie Tortel.

## Biographie

### Carrière sportive
Xavier Videau domine le patinage artistique par couple en France pendant six années consécutives de 1977 à 1982.
Sa première partenaire est Sabine Fuchs. Ils vont patiner ensemble pendant quatre ans de 1976 à 1979. En 1976, ils deviennent vice-champion de France puis conquiert trois titres nationaux. Ils participent à deux championnats d'Europe en 1977 à Helsinki et en 1978 à Strasbourg où ils se classent à chaque fois 9e, et aux championnats du monde de 1978 à Ottawa où ils prennent la 12e place.
En 1980, il change de partenaire et patine avec Hélène Glabèke. Il obtient avec elle son quatrième titre de champion de France, mais ne participe ni aux grands championnats ni aux Jeux olympiques d'hiver de 1980 à Lake Placid.
En 1981 et 1982, il patine avec Nathalie Tortel et gagne encore deux titres nationaux. Il se présente une dernière fois en 1982 aux championnats d'Europe à Lyon et du monde à Copenhague, et s'y classe respectivement 8e et 12e.
À l'issue de cette année 1982, il quitte le patinage amateur. Au cours de sa carrière sportive, Xavier Videau a obtenu six titres de champions de France, a participé à trois championnats d'Europe et deux championnats du monde.

### Reconversion
Il décide de devenir entraîneur, et officie depuis les années 1980 aux États-Unis. Il enseigne à l'Olympic View Arena de Mountlake Terrace près de Seattle.

## Palmarès
Avec 3 partenaires:
- Sabine Fuchs (1976-1979)
- Hélène Glabèke (1980)
- Nathalie Tortel (1981-82)

| Compétition                   | 1976 | 1977 | 1978 | 1979 |  | 1980 |  | 1981 | 1982 |
| Jeux olympiques d'hiver       |      |      |      |      |  |      |  |      |      |
| Championnats du monde         |      |      | 12e  |      |  |      |  |      | 12e  |
| Championnats d’Europe         |      | 9e   | 9e   |      |  |      |  |      | 8e   |
| Championnats de France        | 2e   | 1er  | 1er  | 1er  |  | 1er  |  | 1er  | 1er  |
| Championnats du monde juniors | 5e   |      |      |      |  |      |  |      |      |
| Légende : F = Forfait         |      |      |      |      |  |      |  |      |      |